# 明愛聖若瑟中學
明愛聖若瑟中學（英語：Caritas St. Joseph Secondary School），是香港葵青區一間文法中學，於1971年以明愛聖若瑟職業先修學校之名創校，並於1989年5月遷校至現址，再於2001年改為現名。

## 歷史
此校於於1971年10月在荃灣城門道9號的校舍創立，同時將原設於九龍明愛中心的機械課程併入。初期，此校為按額津貼工業中學，且僅收男生，兩年後連同其他明愛屬校成為津貼中學。
由於原有校舍空間不足，此校於1986年獲批青衣邨二期現址重置，其後於1989年5月啟用新校舍。然而，現存校舍僅供開辦文法中學，因此需進行改裝工程；期間，部分學生仍須返回舊校舍修讀工科實習課，直至工程完成為止。
1992年，此校與其他明愛屬校獲准開設預科，一併轉為完全中學。
因政府取消工業中學制度，此校自2001年1月1日起改為現名。

## 辦學宗旨
該校的教育宗旨以學生為主體，並切實透過言教與身教並行、理論與實踐並重的教學方式，使學生在德、智、體、群、美、靈各方面得以均衡發展。

## 歷屆行政人員

### 校監
- 馬若翰 先生（1971年-？，創校校監）[6]
- 吳灼棣 先生
- 李崇德 先生，BBS，JP[7]（為同系屯門馬登基金中學創校校長，兼任聖方濟各工業中學校長）
- 楊鳴章 主教[8]（1993年-2003年[9]；後出任天主教香港教區主教，2019年病逝）
- 李敬志 先生（現任校監）

### 校長
- 劉景垣 先生[10]（1971年-1987年；兼任聖方濟各工業中學校長至1978年為止；後調任同系粉嶺陳震夏中學創校校長）
- 蕭爾植 先生[11]（1987年-2002年[12]）
- 洪黃麗萍 女士[13]（2002年-？年）
- 張美美 女士（現任校長）

## 學校設施
| - 26個課室 - 3個科學實驗室 - 2個電子與電學工場 - 禮堂 - 圖書館 - 醫療室 - 輔導室 - 基本商業室 - 籃球場 - 電腦室 | - 基本科技工場 - 露天操場 - 雨天操場 - 黑盒劇場 - 圖象傳意室 - 學生活動室 - 多媒體學習中心 - 基本設計室 - 電腦實驗室 - 資訊科技研習室 - 時裝設計工場 | - 科技概論工場 - 祈禱室 |

## 著名校友
- 李智仁：香港華夏工商協會常務秘書長、蘇港交流促進會常務秘書長
- 陳梓維：前油尖旺區區議員

## 傳媒報導
- 學生運動員獲獎[15]
- 閱讀比賽獲獎[16]

## 外部連結
- 明愛聖若瑟中學 （页面存档备份，存于）
- 明愛聖若瑟中學校友會 （页面存档备份，存于）